# Kasandra Zawal
Kasandra Zawal (ur. 30 kwietnia 1995 we Wrześni) – polska dziennikarka, Miss Polski 2024.

## Życiorys
Kasandra Zawal pochodzi z Bierzglinka w województwie wielkopolskim. Jako nastolatka uczestniczyła w ogólnopolskich konkursach wokalnych. Na studiach pojawiała się w różnych ekranowych projektach artystycznych.
5 lipca 2024 roku wygrała konkurs Miss Polski 2024, otrzymując koronę z rąk ustępującej miss, Angeliki Jurkowianiec.
Kasandra uczestniczyła w konkursie Miss Universe 2024 w Meksyku, lecz nie dostała się do finałowej trzydziestki.
27 czerwca 2025 wzięła udział w finale Miss Supranational 2025, dostając się do czołowej 24 kandydatek.